# Kazimierz Madej (generał)
Kazimierz Madej (ur. 1941 w Przychojcu) – generał brygady Wojska Polskiego.
Syn Kazimierza. W 1959 ukończył liceum ogólnokształcące w Leżajsku. W 1980 autor książki "Polskie symbole wojskowe 1943-1978". W latach 80. sekretarz generalny Polskiego Towarzystwa Archeologicznego i Numizmatycznego. Autor publikacji w Biuletynie Numizmatycznym. W latach 90. dyrektor Departamentu Stosunków Społecznych MON. W 1996 wyróżniony "Pierścieniem oficerskim". W 1999 zakończył służbę wojskową i został uhonorowany listem gratulacyjnym przez prezydenta RP.